# Cao Xing
En aquest nom xinès, el cognom és Cao.
Cao Xing va ser un general militar servint sota el senyor de la guerra Lü Bu durant el període de la tardana Dinastia Han Oriental de la història xinesa. Poc és documentat sobre Cao Xing en els registres històrics excepte un incident menor descit al Registre dels Herois (英雄記) de Wang Can.
Cao era un subordinat de Hao Meng, un general servint sota Lü Bu. En el 196, Hao es revoltà en contra del seu senyor però va acabar sent derrotat per Gao Shun. Cao va conduir els seus homes per empaitar la retirada de Hao i li va tallar el braç a Hao en l'escaramussa, però ell també va resultar ferit. Gao va venir al rescat de Cao i va matar a Hao. Després que la revolta va ser sufocada, Cao li va contar a Lü Bu que Hao va estar instigat per Yuan Shu per revoltar-se, i que Chen Gong era un còmplice. Cao afegí que ell va tractar de detenir a Hao, però Hao se n'havia negat escoltar-li. Lü Bu no investigar més sobre el cas perquè Chen Gong era un estrateg important per a ell. Lü Bu va elogiar a Cao i el va posar al comandament dels homes Hao Meng.

## En la ficció
En la novel·la històrica del Romanç dels Tres Regnes de Luo Guanzhong, Cao Xing va tenir un important paper a la batalla de Xiapi. En el 198, Gao Shun i Cao Xing foren enviats per Lü Bu per defendre Xiaopei (小沛, a hores d'ara Comtat Pei, Jiangsu) dels atacs de Xiahou Dun, un ferotge general de Cao Cao. Les dues forces se trobaren fora de la ciutat, i Xiahou Dun anà avant a oferir un desafiament. Gao Shun l'acceptà i els dos tingueren un duel de quaranta o cinquanta rondes de colps abans que Gao Shun es retirara. Xiahou Dun el perseguí profundament entre les línies enemigues.
Aleshores Cao Xing secretament va apuntar i disparà una fletxa a Xiahou Dun. La fletxa va impactar l'objectiu tot just en l'ull esquerre. Amb un crit, Xiahou Dun s'arrencà la fletxa junt amb el seu ull. "Essència del meu pare, sang de la meva mare, no puc llençar açò", va exclamar per a tot seguit engolir-se el seu ull. La seva llança es mantingué ferma, Xiahou Dun carregà directament a Xing Cao. Sense temps per reaccionar, Cao Xing fou empalat per la cara i morí sota el seu cavall.